# Parc Nacional de Jigme Singye Wangchuck
El Parc nacional de Jigme Singye Wangchuck (abans Parc Nacional de les Muntanyes Negres) és una àrea protegida al país asiàtic de Bhutan cobreix una àrea de 1.730 quilòmetres quadrats al centre de l'estat. El Parc ocupa la major part del districte de Trongsa, així com parts dels districtes de Sarpang, Tsirang, Dzong de Wangdue Phodrang i Zhemgang. Jigme Singye fita amb el Reial Parc Nacional de Manas, a sud-est. Al llarg de la frontera del Parc des del nord fins al sud-est es troben diverses carreteres de Bhutan. També es connecta a través de "corredors biològics" a altres parcs nacionals al nord, orient, centre i sud de Bhutan.

## Geografia
El parc nacional Jigme Singye Wangchuck és el més cèntric dels parcs nacionals de Bhutan. Amb una superfície de 1730 km², forma un cinturó contigu que uneix el Parc Nacional de Royal Manas al sud amb la vegetació temperada i alpina del nord. El parc recau principalment en la jurisdicció política de cinc districtes: Tsirang, Sarpang, Wangdue, Zhemgang i Trongsa.

### Significació
El PNJSW representa el millor exemple dels ecosistemes centrals de l'Himàlaia dins de la part oriental de la gran serralada de l'Himàlaia. La serralada globalment conté diversos biomes ecològics que van des de boscos subtropicals en altituds més baixes fins a prats alpins a les seves altituds més grans. És l'únic parc que conté un antic bosc de pins (Pinus roxburghii). El parc també és vital per a diverses espècies faunístiques migratòries, particularment les aus migratòries a causa de la seva àmplia extensió i vegetació, i per la seva ubicació central al país. Cobreix una àmplia gamma de tipus d'hàbitat des de gel permanent al cim de Durshingla (Muntanya Negra), llacs i pastures alpines, a través de coníferes i boscos de fulla ampla fins a bosc temperat i boscos subtropicals. El parc protegeix la zona forestal temperada més rica i més gran de biodiversitat de tot l'Himàlaia.
Les altes muntanyes de les regions centrals del parc nacional són una important divisòria hidràulica per a les rieres i rius que es converteixen en la capçalera i afluents del riu Mangde Chhu a l'oest. El Nika Cchu s'uneix al nord amb Mangde Chhu.

## Administració
La seu del parc es troba a Tshangkha, a prop de la carretera nacional del districte de Trongsa.
El parc compta amb quatre quadres administratius (divisions), amb oficines pròpies:
- Secció Taksha. Supervisa el Gewog d'Athang de Wangdiphodrang Dzongkhag.

- Secció Langthel. Supervisa els Gewog de Tangsibji i de Langthil.

- Secció de Tingtibi. Cobreix els Gewogs de Trong i de Zhemgang Dzongkhag.

- Secció de Nabji. Controla el Gewog de Korphu a Trongsa i el Gewog de Jigmechhoeling a Sarpang Dzongkhag.

Aquesta secció cobreix les zones més remotes del parc. Fins i tot a aquesta part, hi ha alguns dels llocs històrics més importants com el Nabji Lhakhang.
A més de les quatre divisions del parc, el parc també disposa de 2 divisions administratives adjuntes (subdistrictes), la divisió adjunta de Chendebji dins de la divisió del Parc de Langthel i la divisió adjunta d'Athang dins de la secció de Taksha.

### Personal
Actualment, el parc nacional Jigme Singye Wangchuck està atès per 38 empleats, format per 34 persones amb personal tècnic i 4 no tècnics. Estan distribuïts al parc i basats a la seu central del parc, o a una de les 6 oficines de les seccions del Parc o les seccions adjuntes del Parc.

## Missió i objectius
La missió del parc és "Conservar i gestionar la seva biodiversitat natural en harmonia amb els valors i les aspiracions de la gent". La missió té el suport dels següents objectius:
- Conservar, protegir i mantenir la viabilitat d'ecosistemes específics i de les comunitats d'animals i plantes de manera que permeti que els processos naturals de successió i evolució continuïn amb una influència humana mínima.

- Protegir els llocs culturals, històrics i religiosos.

- Contribuir al desenvolupament socioeconòmic dels residents del parc mitjançant l'ús sostenible dels recursos naturals del parc.

## Plans futurs
El parc posa èmfasi en la investigació i seguiment, la gestió de la vida salvatge, l'educació en conservació, els mitjans de vida sostenibles i la millora del benestar social de les comunitats del parc i dels voltants. Encoratja els habitants locals a involucrar-se en projectes i serveis d'ecoturisme basats en la comunitat, per millorar el seu nivell de vida i mantenir el seu entorn i la seva biodiversitat locals.

## Assoliments
Des de la seva creació el 1995, el Parc Nacional Jigme Singye Wangchuck ha lliurat eficaçment el servei forestal als residents del parc i ha gestionat eficientment els patrimonis naturals mitjançant esforços incansables. El parc nacional ha lliurat molts programes integrats de conservació i desenvolupament a través de diverses agències de finançament a les comunitats locals, el més cridaner és la creació de l'ecoturisme basat en la comunitat Nabji-Korphu, el sender comunitari d'Adha-Rukha, que subministra làmines de CGI (anglès Corrugated Galvanised Iron, material de construcció) als residents endarrerits econòmicament.
En termes de conservació, el parc nacional ha realitzat nombroses enquestes com un cens de corredors biològics per avaluar la funcionalitat de diversos passadissos que connecten amb altres sistemes d'àrea protegida, enquesta de biodiversitat per comprovar la riquesa de la biodiversitat del parc nacional, enquesta de tigres per relacionar dinàmiques de preses- depredadors, activitats d'evitació de caça furtiva per i captura dels culpables, aconseguint així uns hàbitats on és possible la vida salvatge.

## Seccions funcionals
El parc té quatre seccions funcionals situades dins de la seu central, a més de les oficines del parc.
Aquests són:
- Secció de recerca i seguiment

Aquesta és la unitat que supervisa i coordina totes les investigacions del parc nacional.
- Secció de Protecció Forestal i Ús del Sòl

Aquesta secció actua com a principal cos del parc en la protecció de la flora i la fauna del parc. També és responsable de la informació de la informació de les dades d'aprofitament dels recursos per part dels residents del parc. Aquesta secció també té cura de l'emissió del permís forestal i tracta diversos delictes de vida salvatge que es produeixen al parc.
- Secció de Programa Integrat de Conservació i Desenvolupament

Aquesta secció tracta totes les activitats socioeconòmiques del parc. També actua com a enllaç funcional entre la conservació i les activitats de desenvolupament dins del parc nacional.
- Secció d'ampliació i silvicultura social

Aquesta secció tracta totes les activitats relacionades amb les plantacions, la silvicultura privada i els boscos comunitaris del parc nacional.

## Vegeu
Zones protegides de Bhutan